# Cléty
Cléty é uma comuna francesa na região administrativa de Altos da França, no departamento de Pas-de-Calais. Estende-se por uma área de 6,13 km². Em 2010 a comuna tinha 802 habitantes (densidade: 130,8 hab./km²).